# Andropogoneae
Andropogoneae es una tribu de hierbas de la familia Poaceae extendida por todas las regiones tropicales y templadas. Estas plantas utilizan la vía de 4 carbonos para realizar la fijación del carbono por fotosíntesis.
Son hierbas anuales o perennes con hojas delgadas longitudinales, raramente lanceaoladas. Las inflorescencias forman panículos terminales compuestos sostenidos por espatas, los racimos están formados por dos espiguillas florales, una sésil (fértil) y la otra pediculada (estéril).

## Géneros
| - Agenium - Anadelphia - Andropogon - Andropterum - Apluda - Apocopis - Arthraxon - Asthenochloa - Bhidea - Bothriochloa - Capillipedium - Chasmopodium - Chionachne - Chrysopogon - Clausospicula - Cleistachne - Coix - Cyathorhachis - Cymbopogon - Dichanthium - Digastrium - Diheteropogon - Dimeria - Elionurus - Elymandra - Eremochloa - Erianthus - Eriochrysis - Euclasta | - Eulalia - Eulaliopsis - Exotheca - Germainia - Glyphochloa - Hemarthria - Hemisorghum - Heteropogon - Homozeugos - Hyparrhenia - Hyperthelia - Imperata - Ischaemum - Iseilema - Kerriochloa - Lasiurus - Lophopogon - Loxodera - Manisuris - Microstegium - Miscanthus - Mnesithea - Monocymbium - Ophiuros - Oxyrhachis - Parahyparrhenia - Phacelurus - Pogonachne - Pogonatherum | - Polliniopsis - Polytoca - Polytrias - Pseudanthistiria - Pseudodichanthium - Pseudopogonatherum - Pseudosorghum - Rhytachne - Rottboellia - Rubimons - Saccharum - Schizachyrium - Sclerachne - Sclerostachya - Sehima - Sorghastrum - Sorghum - Spathia - Spodiopogon - Thaumastochloa - Thelepogon - Themeda - Trachypogon - Trilobachne - Triplopogon - Tripsacum - Urelytrum - Vossia - Zea |